# 拉克羅斯 (阿肯色州)
拉克羅斯（英語：LaCrosse）是位於美國阿肯色州伊澤德縣的一個非建制地區。該地的面積和人口皆未知。

## 地理
拉克羅斯的座標為36°05′26″N 91°50′30″W / 36.09056°N 91.84167°W，而該地的平均海拔高度為237米（即778英尺）。